# Kazimierz Mikołajewski
Kazimierz Mikołajewski (ur. 4 maja 1897 w Radomsku, zm. wiosną 1940 w Charkowie) – major kawalerii Wojska Polskiego, kawaler Orderu Virtuti Militari, ofiara zbrodni katyńskiej.

## Życiorys
Syn Jana i Kazimiery z Rylskich, urodzony w Radomsku. W 1913, po ukończeniu 6 klas gimnazjum w Piotrkowie, udał się do Rosji. W latach 1913–1917 służył w armii rosyjskiej. Został przyjęty do pułku kawalerii w Gatczynie. Po ukończeniu szkoły podoficerskiej, eksternistycznie zdał maturę. W latach 1915–1916 walczył na froncie. W 1917 został wydzielony z oddziałów rosyjskich do szwadronu polskiego, z którym wstąpił do 1 pułku ułanów I Korpusu Polskiego na Wschodzie. Po jego rozwiązaniu w maju 1919 – korzystając z pomocy ambasady francuskiej, przedarł się przez terytorium Rosji Sowieckiej do zajętego przez Brytyjczyków Murmańska. Następnie został oficerem werbunkowym Armii Polskiej we Francji w Archangielsku. Razem z wojskiem generała Hallera powrócił do Polski, wstąpił do Wojska Polskiego i ukończył Szkołę Podchorążych Piechoty Kawalerii w Przemyślu. W czasie wojny polsko-bolszewickiej służył w 4 pułku kresowym strzelców konnych, przemianowanym w maju 1921 na 6 pułk strzelców konnych, w którym służył do 1924. Po zakończeniu działań wojennych pozostał w wojsku i został zweryfikowany do stopnia porucznika ze starszeństwem z dniem 1 czerwca 1919. 26 marca 1921 został odznaczony krzyżem „Virtuti Militari” V kl., a we wniosku o jego nadanie, napisano m.in.:

Jako pchor. – dowódca plutonu odznaczył się 18 czerwca 1920 r., gdy szwadron został otoczony przez nieprzyjaciela pod Woroszyłówką. Z dwoma plutonami, nie zważając na silny ogień artylerii i kaemów, z własnej inicjatywy uderzył na kawalerię nieprzyjaciela i zagrzewając osobistym przykładem żołnierzy szarżował na trzykrotnie silniejszego przeciwnika - biorąc go na szable, spędzając z pola. 20 sierpnia 1920 r., posuwając się wraz z 10 strzelcami konnymi jak lewe skrzydło ubezpieczenia dyonu idącego w awangardzie dywizji ku wsi Bobrka, napotkał duży oddział rozbrojonej naszej piechoty (ok. 350 szeregowych i 542 z innych pp 12 DP), eskortowany przez kilkudziesięciu kozaków na koniach. Nie oglądając się na przeważające siły nieprzyjaciela ani jego opór w śmiałym i nagłym ataku rzucił się pierwszy do boju. Rąbał nieprzyjaciela zmuszając go do ucieczki, odbił jeńców.

Z dniem 15 października 1924 został przeniesiony do Korpusu Ochrony Pogranicza. 1 grudnia 1924 został mianowany rotmistrzem ze starszeństwem z 15 sierpnia 1924 i 58. lokatą w korpusie oficerów kawalerii. Z dniem 15 marca 1925 został przeniesiony z KOP do macierzystego 6 psk. W kwietniu 1928 został przeniesiony do kadry oficerów kawalerii z równoczesnym przydziałem do 4 Dywizji Kawalerii we Lwowie na stanowisko II oficera sztabu. W marcu 1930, w związku z likwidacją 4 Dywizji Kawalerii, został przeniesiony do 5 pułku ułanów w Ostrołęce. Na stopień majora został mianowany ze starszeństwem z 19 marca 1938 i 3. lokatą w korpusie oficerów kawalerii. W 1939 pełnił służbę w Dowództwie 7 Dywizji Piechoty w Częstochowie na stanowisku komendanta Rejonu Przysposobienia Wojskowego Konnego.
W kampanii wrześniowej 1939 walczył jako dowódca kawalerii dywizyjnej 7 Dywizji Piechoty. 16 września 1939 w rejonie Chełma zorganizował 108 pułk ułanów i objął nad nim dowództwo. Otoczony na Lubelszczyźnie, 28 września 1939 rozwiązał pułk (chorąży Stanisław Edward Gołębski, który pełnił funkcję oficera gospodarczego pułku, tego dnia we wsi Chmielek dostał się do niewoli sowieckiej). Major Mikołajewski przedzierając się, został także wzięty do niewoli sowieckiej i przewieziony do obozu jenieckiego w Starobielsku. Wiosną 1940 został zamordowany przez funkcjonariuszy NKWD w Charkowie i pogrzebany w bezimiennej mogile zbiorowej w Piatichatkach, gdzie od 17 czerwca 2000 mieści się oficjalnie Cmentarz Ofiar Totalitaryzmu w Charkowie. Figuruje na Liście Starobielskiej NKWD pod pozycją 2235.
5 października 2007 minister obrony narodowej Aleksander Szczygło mianował go pośmiertnie na stopień podpułkownika. Awans został ogłoszony 9 listopada 2007 w Warszawie, w trakcie uroczystości „Katyń Pamiętamy – Uczcijmy Pamięć Bohaterów”.

## Ordery i odznaczenia
- Krzyż Srebrny Orderu Wojskowego Virtuti Militari nr 1047 – 26 marca 1921[3][2]
- Krzyż Walecznych[22]
- Medal Niepodległości – 20 lipca 1932 „za pracę w dziele odzyskania niepodległości”[23][24]
- Srebrny Krzyż Zasługi[1]
- Medal Pamiątkowy za Wojnę 1918–1921[1]
- Medal Dziesięciolecia Odzyskanej Niepodległości[1]